# Âm nhạc Séc
Âm nhạc Cộng hòa Séc tập hợp các nền âm nhạc truyền thống của đất nước Cộng hòa Séc hoặc các vùng đất lịch sử trong khuôn khổ quốc gia này, tức các vùng đất của Séc (Bohemia, Moravia, Silesia). Âm nhạc Séc còn là một phần quan trọng trong nền âm nhạc của đất nước tổ tiên của Séc là Tiệp Khắc.
Âm nhạc ở khu vực này có nguồn từ nhạc thánh khoảng hơn một ngàn năm về trước. Bài hát cổ nhất từng được ghi từ vũng lãnh thổ này là bài thánh ca Hospodine, pomiluj ny ("Lord, Have Mercy on Us"), có niên đại từ đầu thế kỉ 11.

## Nhạc truyền thống
Nhạc truyền thống bohemian gồm có nền âm nhạc của Chodsko, nơi kèn túi rất thịnh hành. Nhạc truyền thống Moravia gắn liên với đàn cimbalom, được chơi trong các bản nhạc hòa tấu cùng với các nhạc cụ như đại hồ cầm, kèn clarinet và đàn violin. Nhạc truyền thống của Moravia thể hiện những ảnh hưởng bản địa, đặc biệt là ở Valachia với dấu ấn của người Romania và Ukraina, đồng thời có mối liên hệ văn hóa mật thiết với Slovakia và Lachia (vùng biên giới giữa phía bắc của Moravia và Silesia). Một điệu nhảy nổi tiếng xuất xứ từ khu vực này là điệu polka của Bohemia.

## Nhạc bohemia
Những bằng chứng đầu tiên về nền âm nhạc từ khu vực này được ghi lại trong các bản nhạc từ thư viện trong khuôn khổ tu viện của xitô giáo tại Vyšší Brod (thành lập vào năm 1259). Một trong những tài liệu quan trọng nhất là bản nháp số 42, từ năm 1410. Bản nhấp này chứa một bài thánh ca có nhan đề là Jezu Kriste, ščedrý kněže ("Jesus Christ Bountiful Prince"); bài này sẽ được mọi người hát trong lễ giảng đạo của John Huss.
Với sự phát triển của các thị trấn ở thế kỉ 15, âm nhạc bắt đầu đóng vai trò thiết yếu tại hai vùng trung tâm của Bohemia: Prachatice và Sušice. Václav z Prachatic (Václav of Prachatice) là người giảng dạy nhạc lý tại Đại học Charles ở Praha. Bản nháp Musica magistrii Johannis de Muris accurtata de musica Boethii của ông là một tập tài liệu thu thấp về nhạc lý lấy cảm hứng từ những suy nghĩ của Johan de Muris, người đã làm việc tại Paris và hiện đang ở thư viện của trường đại học.
Nhạc truyền thống của Bohemia và Moravia còn gây ảnh hưởng đến những tác phẩm của các nhà soạn nhạc như Leoš Janáček, Antonín Dvořák, Bedřich Smetana và Bohuslav Martinů. Các nhà soạn nhạc thế hệ đầu đến từ vùng đất này gồm có Adam Michna, Heinrich Biber, Jan Dismas Zelenka, Johann Wenzel Stamitz và Johann Ladislaus Dussek.